# Suddendorf
Suddendorf este o comună din landul Saxonia Inferioară, Germania.